# 直隷総督
直隷総督（ちょくれいそうとく、満洲語：ᡷᡞᠯᡞ
ᡠᡥᡝᠷᡞ
ᡣᠠᡩ᠋ᠠᠯᠠᠷᠠ
ᠠᠮᠪᠠᠨ　転写：jyli uheri kadalara amban）は、中国清朝の地方長官の官職である。直隷省・河南省・山東省の総督として管轄地域の軍政・民政の両方を統括した。地方長官として最高位に当たる総督の中でも、特に首都北京近辺を統括した直隷総督は筆頭格であった。
1870年からは華北の外国貿易港の監督も直隷総督の管轄となったため、直隷総督が北洋通商大臣を兼任することになった。

## 沿革
- 直隷総督の前身は1648年（順治5年）に設置された直隷山東河南三省総督である。当時の総督府は直隷の大名府に置かれた。
- 1658年（順治15年）、直隷総督から直隷巡撫に降格させる。
- 1661年（順治18年）、直隷総督を復活させる。総督府は旧来の大名府のまま。
- 1669年（康熙8年）、直隷総督が廃止される。
- 1723年（雍正元年）、直隷総督が再設される。
- 1749年（乾隆14年）、直隷総督の管轄に黄河の管理と治水が追加される。
- 1763年（乾隆28年）、直隷総督が直隷省巡撫を兼任する。
- 1854年（咸豊3年）、天津の長蘆塩（名産の食塩）の生産を直隷総督の直轄とする。
- 1870年（同治9年）、清は海外貿易港である天津・営口・煙台の3箇所での通商を直隷総督の管理下に置き、諸外国との直接交渉を担当させた。外国との交渉権を持つために欽差大臣として「北洋通商大臣」の役職も与えた。これ以降、直隷総督は通常天津で過ごし、貿易のオフシーズンである冬になると保定の総督府に戻ってくるという生活を送る。
- 1888年（光緒14年）、直隷総督配下として正式に北洋艦隊（北洋水師）が発足する。

## 歴代総督

### 直隷総督 (順治5年-15年)
- 張存仁 1649年-1651年
- 馬光輝 1651年-1654年
- 李蔭祖 1654年-1656年
- 張懸錫 1657年-1658年

### 直隷総督(順治18年-康熙8年)
- 苗澄 1661年-1665年
- 朱昌祚 1665年-1666年
- 白秉真 1667年-1669年

### 直隷総督(雍正元年-乾隆28年)
- 李維鈞 1723年-1725年
- 蔡珽 1725年
- 李紱 1725年-1726年
- 兆熊 1726年-1728年
- 何世璂 1728年-1729年
- 楊鯤 1729年
- 唐執玉 1729年-1731年
- 劉於義 1731年-1732年
- 王暮 1732年
- 李衛 1732年-1733年（雍正10年着任）
- 唐執玉 1733年
- 李衛 1733年
- 顧琮 1733年
- 李衛 1733年-1738年
- 孫嘉淦 1738年-1741年
- 高斌（ガオビン） 1741年-1742年
- 史貽直 1742年-1743年
- 高斌 1743年-1745年
- 劉於義 1745年
- 高斌 1745年
- ナストゥ（nasutu、那蘇図） 1745年-1749年
- 陳大受 1749年
- 方観承 1749年-1755年
- オミダ（omida、鄂弥達） 1755年
- 方観承 1756年-1763年

### 直隷総督兼巡撫(乾隆28年-同治9年)
- 方観承 1763年-1768年
- 楊廷璋 1768年-1771年
- 周元理 1771年-1779年
- 英廉（ingliyan、インリャン） 1779年
- 楊景素 1779年
- 周元理 1779年-1780年
- 袁守侗 1780年-1781年
- 英廉 1781年
- 鄭大進 1781年-1782年
- 英廉 1782年
- 袁守侗 1782年-1783年
- 劉墉 1783年
- 劉峨 1783年-1790年
- 梁肯堂 1790年-1798年
- 胡季堂 1798年-1800年
- 顔検 1800年
- 姜晟 1800年-1801年
- 熊枚 1801年
- 陳大文 1801年-1802年
- 熊枚 1802年
- 顔検 1802年-1805年
- 熊枚 1805年
- 呉熊光 1805年
- 裘行簡 1805年-1806年
- 秦承恩 1806年
- 温成恵 1806年-1813年
- 章煦 1813年-1814年
- ナヤンチェン（nayanceng、那彦成） 1814年-1816年
- トジン（tojin、托津） 1816年
- 方受疇 1816年-1822年
- 長齢（cangling、チャンリン） 1822年
- 屠之申 1822年
- 松筠（sungyūn、スンユン） 1822年
- 顔検 1822年-1823年
- 蒋攸銛 1823年-1825年
- ナヤンチェン 1825年-1827年
- 屠之申 1827年-1829年
- 松筠 1829年
- ナヤンチェン 1829年-1831年
- 王鼎 1831年
- キシャン（kišan、琦善） 1831年-1837年
- ムジャンガ（mujangga、穆彰阿） 1837年
- キシャン 1837年-1840年
- ネルギンゲ（nergingge、訥爾経額） 1840年-1853年
- 桂良（guiliyang、グイリャン） 1853年-1856年
- 譚廷襄 1856年-1858年
- 瑞麟（žuilin、ルイリン） 1858年
- 慶祺（kingki、キンキ） 1858年-1859年
- 文煜（ウェンユ） 1859年
- 恒福（ヘンフ） 1859年-1861年
- 文煜 1861年-1862年
- 崇厚 （cungheo、チュンホウ）1862年-1863年
- 劉長佑 1863年-1867年

### 直隷総督、巡撫兼北洋通商大臣(同治9年-民国元年)
- 官文（guwanwen、グワンウェン） 1867年-1868年
- 曽国藩 1868年-1870年
- 李鴻章 1870年-1882年
- 張樹声 1882年-1883年
- 李鴻章 1883年-1895年
- 王文韶 1895年-1898年
- 栄禄（žunglu、ルンル） 1898年
- 袁世凱 1898年
- 裕禄（ioilu、ユル） 1898年
- 廷雍（tingyong、ティンヨン）1900年
- 李鴻章 1900年-1901年
- 周馥 1901年
- 袁世凱 1901-1902年
- 呉重憙 1902年
- 袁世凱 1902年-1907年
- 楊士驤 1907年-1909年
- 那桐（natung、ナトゥン） 1909年
- 端方（ドゥワンファン）1909年
- 崔永安 1909年
- 陳夔竜 1909年-1911年
- 張鎮芳 1911年

## 参考資料
- 『清史稿』巻一百十六・志九十一『職官三外官』